# Revuelta dungan (1862-1877)

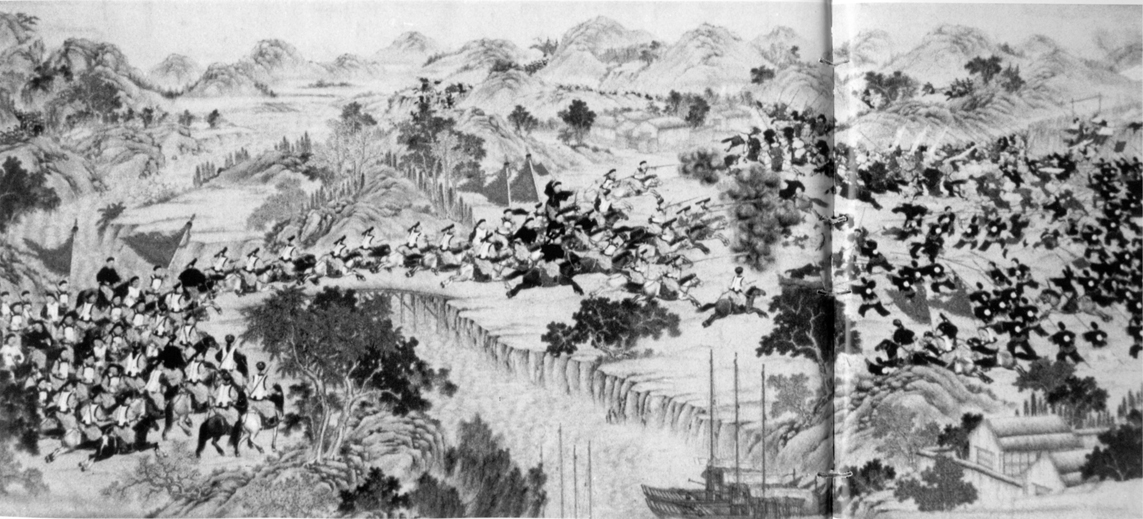
Una escena de la rebelión de los dunganes (1862-1877)

La revuelta dungan (1862-1877), también conocida como la revuelta Tongzhi Hui (en chino tradicional, 同治回亂; en chino simplificado, 同治回乱; pinyin, Tóngzhì Huí Luàn; Xiao'erjing: تُ‌جِ خُوِ لُوًا; en dungano, Тунҗы Хуэй Луан) fue una guerra étnica que tuvo lugar en China durante la dinastía Qing entre 1862 y 1877. A veces se agrupa bajo este nombre otro conflicto coetáneo, la rebelión panthay de Yunnan, al suroeste de China. Estrictamente, la rebelión dungan afectó a las provincias chinas de Shaanxi, Gansu, Ningxia y Sinkiang, donde se levantaron diversos grupos musulmanes contra la dinastía Qing. Finalmente la rebelión fue sofocada y los dunganes huyeron en masa a los países periféricos.

## Historia

### 1895-1896
En 1895 tuvo lugar una rebelión de varios grupos étnicos musulmanes chinos en Qinghai y Gansu contra la dinastía Qing aquello fue originado debido a una disputa violenta entre dos órdenes Sufi de la misma secta. El Wahhabi fue inspirado entonces unida en la organización Yihewani y animó el revuelta, la cual estuvo aplastado por lealistas musulmanes.
Después del rival Sufi Naqshbandi, las órdenes espirituales habían luchado y acusado cada cual al otro de varias fechorías, en vez de continuar la violencia decidieron utilizar el sistema legal Qing para solucionar la disputa. Archivaron los pleitos en la oficina del prefecto Xining y el juez en el caso decidió que no emitió un decreto que decía qué grupo era superior al otro en asuntos de todos los asuntos islámicos, y les instó a comportarse. Un taotai (en chino, 道太) estuvo enviado por el gobierno Qing para aplastar a los perpetradores de la violencia, el cual acabó en varias muertes.
En Xunhua, Qinghai, masas de Hui, Dongxiang, Bao'un, y Salars estuvieron incitados para rebelarse contra el Qing por el multicolor dirigente de la Mezquita Ma Yonglin. Los soldados tuvieron órdenes para destruir la brigada del general Tang Yanhe. Ma Dahan arregló un trato con el socio Dongxiang, Ma Wanfu cuándo, rebelándose contra el dinastía Qing Hezhou, Didao, y Xunhua dirigieron a sus partidarios para unir la rebelión. Guanghe, Sanjiaji, y Tiaoheyan estuvieron de acuerdo a unos puntos en una posición defensiva y ellos prometieron que no se rendirían.
Ma Wanfu Wahhabi inspirado en la secta Yihewani la consideró una "secta de enseñanza". El Yihewani animó la rebelión.
El gobernador general Yang Changjun envió tropas para aplastar la rebelión.
Dong Fuxiang, el Comandante en Jefe de Kashgaria (Kashgar), recibió un telegrama que ordenba que él y el general Ma Pi-sheng tenían que aliviar los distritos en rebelión. Su lealismo hizo las tropas musulmanas chinas fueran dirigidas por agentes musulmanes como Ma Anliang, Ma Guoliang, Ma Fuxiang, y Ma Fulu aplastó a la rebelión. Dong Recibió el rango de generalísimo.
En 1895 Ma Anliang se levantó del asedio de Xining con cuatro ying (ying es una unidad china para batallón).
Ma Wanfu se rindió como el chino musulmán lealista Ma Anliang y Dong Fuxiang llegó para aplastar la revuelta musulmana, y Ma Dahan fue asesinado mientras luchaba.
Ma Yonglin (Ma Yung-lin), su hijo, y otros 100 musulmanes se rebelaron, los dirigentes estuvieron capturados y fue decapitado por Dong Fuxiang.